# 黃俊皓
黃俊皓（Wong Chun Ho，1990年5月31日—），生於香港，香港足球運動員，司職右後衛，現時效力香港超級聯賽球隊北區。

## 球會生涯
黃俊皓生於香港，與葉鴻輝、談樂軒及因傷掛靴的白榮澤識於微時，同齡好友紛紛亮相甲組球隊華家堡，而自己卻暫無機會他則仍隨香港C隊踢預備組，在預備組輾轉一年後需要自薦參加新軍淦源的面試，才搏得第一份職業合約。
2009年，黃俊皓加盟香港甲組足球聯賽球隊愉園，不乏上陣的機會。亮相甲組首兩季，雖然黃俊皓已穩站正選，無奈效力的淦源及愉園皆降班收場。2010年8月，黃俊皓加盟香港甲組足球聯賽球隊日之泉JC晨曦，於2012至13年度，黃俊皓在晨曦征戰亞協盃賽事亦參與大部分比賽，惜未能取得出線淘汰賽的資格，在2011至12年度的高級組銀牌決賽，黃俊皓正選上陣，球隊在大部分時間十人應戰下，與南華激戰120分鐘，終以十二碼戰勝對手，黃俊皓也取得職業生涯中的第一個錦標。
2014年7月，黃俊皓加盟香港超級聯賽球隊YFC澳滌。2015年8月，黃俊皓加盟香港超級聯賽球隊香港飛馬，該季在右閘位置上表現出色，在兩場決賽都有上佳的表現，在球隊保持正選席位之餘，亦加強在球場上進攻的表現。季尾黃俊皓協助香港飛馬4日內連奪足總盃冠軍及菁英盃冠軍，他於2017/18球季與胡晉銘獲香港飛馬委任為球隊副隊長。
2020年，黃俊皓加盟香港超級足球聯賽球隊理文。
2025年7月21日，黃俊皓加盟香港超級足球聯賽球隊北區。

## 國際賽生涯
2015年12月30日，黃俊皓獲補選出戰第38屆省港盃，首次以大港腳身份代表香港上陣，不過黃俊皓在38分鐘禁區內犯規，被球證判罰12碼，令廣東隊追成1–2，最終兩回合計香港隊以4–5落敗。

## 球場以外
香港男歌手及演員「坤哥」吳業坤是黃俊皓的同級同學，黃俊皓於2017年10月13日與拍拖9年的女友Jacqueline結婚。

## 榮譽
晨曦
- 香港高級組銀牌冠軍（2011–12季度）

香港飛馬
- 香港足總盃冠軍（2015–16季度）
- 香港菁英盃冠軍（2015–16季度）

理文
- 香港超級聯賽冠軍（2023–24季度）

香港代表隊
- 港澳埠際賽冠軍（2013、2016年）

## 外部連結
- 香港足球總會網頁球員註冊資料 （页面存档备份，存于）